# 鳥居耀蔵
鳥居 耀蔵（とりい ようぞう）は、江戸時代の幕臣、旗本。耀蔵は通称、諱は忠耀（ただてる）。

## 家系
実父は大学頭を務めた江戸幕府儒者の林述斎。父方の祖父の松平乗薀は美濃岩村藩の第3代藩主、乗薀の実父は吉宗の下で享保の改革を進めた老中松平乗邑である。旗本鳥居成純の長女・登与の婿として養嗣子となり、鳥居家を継ぐ。弟に日米和親条約の交渉を行った林復斎が、甥に同じく幕末の外交交渉に当たった岩瀬忠震、堀利煕がいる。子孫（養玄孫）に旺文社元副社長の鳥居正博がいる。

## 生涯

### 前半生
寛政8年（1796年）11月24日、林述斎（林衡）の三男（四男説もある）として生まれる。生母の前原氏は側室であった。文政3年（1820年）、25歳の時に鳥居成純の婿養子となって家督を継ぎ、2,500石を食む身分となる。そして11代将軍徳川家斉の側近として仕えた。

### 天保の改革
やがて家斉が隠居して徳川家慶が12代将軍となり、老中である水野忠邦の天保の改革の下、目付や南町奉行として市中の取締りを行う。渋川敬直、後藤三右衛門（13代目後藤庄三郎）と共に水野の三羽烏と呼ばれる。
天保9年（1838年）、江戸湾測量を巡って江川英龍と対立する。この時の遺恨に生来の保守的な思考も加わって蘭学者を嫌悪するようになり、翌年の蛮社の獄で渡辺崋山や高野長英ら蘭学者を弾圧する遠因となったといわれる。
だが、これについては、耀蔵は単なる蘭学嫌いではなく、天保14年（1843年）多紀安良の蘭学書出版差し止めの意見に対して「天文・暦数・医術は蛮夷の書とても、専ら御採用相成」と主張して反対するなど、その実用性はある程度認めていたこと、また江戸湾巡視の際に耀蔵と江川の間に対立があったのは確かだが、もともと耀蔵と江川は以前から昵懇の間柄であり、両者の親交は江戸湾巡視中や蛮社の獄の後も、耀蔵が失脚する弘化元年（1844年）まで続いていること、耀蔵は江戸湾巡視や蛮社の獄の1年も前から花井虎一を使って崋山の内偵を進めていたことを指摘し、蛮社の獄は『戊戌夢物語』の著者の探索にことよせて「蘭学にて大施主」と噂されていた崋山を町人たちともに「無人島渡海相企候一件」として断罪し、鎖国の排外的閉鎖性の緩みに対する一罰百戒を企図して起こされたとする説がある。
天保12年（1841年）、市民に人気のあった南町奉行矢部定謙を讒言により失脚させ、その後任として南町奉行となる。矢部家は改易、定謙は伊勢桑名藩に幽閉となり、ほどなく絶食して憤死する。江戸の市民からはかなり嫌われていたようであり、「町々で惜しがる奉行、やめ（矢部）にして、どこがとりえ（鳥居）でどこが良う（耀）蔵」という落首が詠まれたという。天保の改革における耀蔵の市中取締りは非常に厳しく、おとり捜査を常套手段とするなど権謀術数に長けていたため、当時の人々からは“蝮（マムシ）の耀蔵”、あるいはその名をもじって“妖怪”（通称の「耀蔵」・官位の「甲斐守」）とあだ名された。また、この時期に北町奉行だった遠山景元（金四郎）が改革に批判的な態度をとって規制の緩和を図ると、耀蔵は水野と協力し、遠山を北町奉行から地位は高いが閑職の大目付に転任させた（遠山は鳥居失脚後に南町奉行として復帰した）。天保14年（1843年）に勘定奉行も兼任、印旛沼開拓に取り組んだ。
アヘン戦争後、列強の侵略の危機感から、江川や高島秋帆らは洋式の軍備の採用を幕府に上申し、採用されるが、終始反対の立場にあった耀蔵は快く思わず、手下の本庄茂平次ら密偵を使い、姻戚関係にあった長崎奉行伊沢政義（伊沢の長男政達は耀蔵の娘と結婚）と協力して、赴任前の伊沢と事前に相談したり自分の与力を伊沢に付き従えさせるなどして、高島に密貿易や謀反の罪を着せた。長崎で逮捕され、小伝馬町の牢獄に押し込められた高島に、耀蔵が自ら取り調べにあたるなどして進歩派を恐れさせたとされる。だが、これについても長崎会所の長年にわたる杜撰な運営の責任者として高島は処罰されたのであり、高島の逮捕・長崎会所の粛清は会所経理の乱脈が銅座の精銅生産を阻害することを恐れた水野によって行われたものとする説がある。
改革末期に水野が上知令の発布を計画し、これが諸大名・旗本の猛反発を買った際に耀蔵は反対派に寝返り、老中土井利位に機密資料を残らず横流しした。やがて改革は頓挫し、水野は老中辞任に追い込まれてしまうが、耀蔵は従来の地位を保った。
ところが半年後の弘化元年（1844年）5月、江戸城本丸が火災により焼失した。老中首座・土井利位はその再建費用としての諸大名からの献金を充分には集められなかったことから将軍家慶の不興を買い、外交問題の紛糾を理由に水野が再び老中として将軍家慶から幕政を委ねられると状況は一変する。
土井は前述の不手際の責任と同時に水野の報復を恐れて老中を辞任し、耀蔵は孤立する。水野は自分を裏切り、改革を挫折させた耀蔵を許さず、元仲間の渋川、後藤の裏切りもあって、同年9月に耀蔵は職務怠慢、不正を理由に解任される。翌弘化2年（1845年）2月22日に鳥居は有罪とされ、全財産没収の上で肥後人吉藩主相良長福に預けられると決定したが、4月26日に出羽岩崎藩主佐竹義純に預け替えになった。結局10月3日に讃岐丸亀藩主京極高朗に預けられ、この際には「金毘羅へいやな鳥居を奉納し」という川柳も詠まれている。水野自身も2月に再び老中を罷免され、家督を実子の忠精に相続させた後に蟄居隠居。その後水野家は出羽国山形藩に転封されている。鳥居が讃岐丸亀藩預かりとなった同日、渋川も水野と連座して豊後臼杵藩主稲葉観通に預けられ、後藤は斬首、本荘は播磨三日月藩主森長国に預けられた。また、伊沢も長崎奉行を罷免され、西丸留守居に左遷された。これ以降、耀蔵は明治維新の際に恩赦を受けるまでの間、20年以上お預けの身として軟禁状態に置かれた。

### 幽閉、晩年

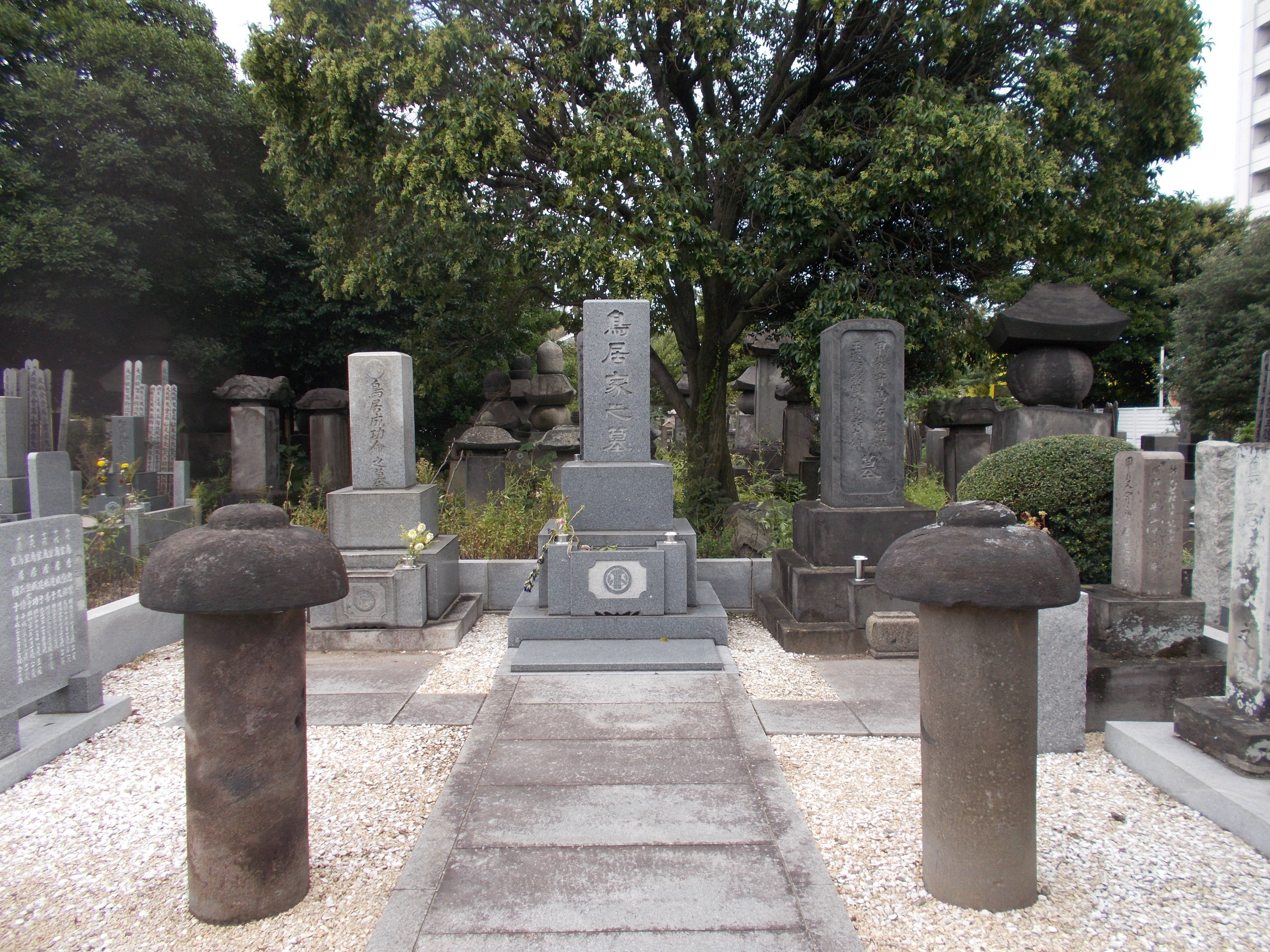
鳥居耀蔵墓（東京都文京区吉祥寺）

丸亀での耀蔵には昼夜兼行で監視者が付き、使用人と医師が置かれた。監視は厳しく、時には私物を持ち去られたり、一切無視されたりすることもあった。嘉永5年（1852年）の日記には一年中話をしなかったという記述がある。
そんな無聊を慰めるため、また健康維持のため、若年からの漢方の心得を活かし幽閉屋敷で薬草の栽培を行った。また自らの健康維持のみならず、領民への治療も行い慕われた。林家の出身であったため学識が豊富で、丸亀藩士も教えを請いに訪問し、彼らから崇敬を受けていた。このように、軟禁されていた時代の耀蔵は“妖怪”と渾名され嫌われた奉行時代とは対照的に、丸亀藩周辺の人々からは尊敬され感謝されていたようである。丸亀にいた間に、鳥居が食べたビワの種を窓から投げ捨てていたら、彼が去る際に立派な大木に育っていた、と勝海舟が記している。
江戸幕府滅亡前後は監視もかなり緩み、耀蔵は病と戦いながら様々な変化を見聞している。明治政府による恩赦で、明治元年（1868年）10月に幽閉を解かれた。しかし耀蔵は「自分は将軍家によって配流されたのであるから上様からの赦免の文書が来なければ自分の幽閉は解かれない」と言って容易に動かず、新政府や丸亀藩を困らせた。
東京と改名された江戸に戻ってしばらく居住していたが、明治3年（1870年）郷里の駿府（現在の静岡市）に移住（この際、実家である林家を頼ったが、林家では彼を見知っているものが一人もいなかったという）、明治5年（1872年）に東京に戻る。江戸時代とは様変わりした状態を慨嘆し「自分の言う通りにしなかったから、こうなったのだ」と憤慨していたという。晩年は知人や旧友の家を尋ねて昔話をするような平穏な日々を送り、明治6年（1873年）10月3日、多くの子や孫に看取られながら亡くなった。享年78。墓所は東京都文京区の吉祥寺。

## 人物・逸話
同時代人の人物評が残っている。
- 栗本鋤雲「刑場の犬は死体の肉を食らうとその味が忘れられなくなり、人を見れば噛みつくのでしまいに撲殺される。鳥居のような人物とは刑場の犬のようなものである」
- 木村芥舟「若いときから才能があったが、西洋の学問を嫌い、洋書を学ぶ者を反逆者として根絶やしにしようとした。天保の改革を推進するためには邪魔者を陰険な手段で追い払った。この点は鳥居にとって大いに惜しむ所である」
- 勝海舟「残忍酷薄甚しく、各官員の怨府となれりといへども、その豪邁果断信じて疑わず、身をなげうつてかへりみる事なく、後、罪せられて囹圄にある事ほとんど三十年、悔ゆる色なく、老いて益勇。八万子弟中多くかくのごとき人を見ず。亦一丈夫と謂うべき者か」

残された日記や詩文から、耀蔵は自分を退けて開国したことが幕府滅亡の原因であると考え、当時流行した洋風軍隊や民衆の軍事教練に批判的な目を向けているのがわかる。実際にこれらの軍制改革は武士中心の従前の軍事制度、ひいては幕府を含む封建制を否定するものである。また最晩年、昔の部下が訪ねてきたとき「昔、自分は幕府に“外国人を近づけてはならぬ。その害は必ずある”と言い続けたのに誰も耳を傾けなかった。だから幕府は滅んだのだ。もうどうしようもない」と傲然と言い放ち、部下は何も言えず頭を下げて辞したという。これらの事例から、耀蔵は頑迷な人物であった事がわかる。蛮社の獄により日本は多くの人材を失ったが、実行に際しては耀蔵なりの信念を持っていたとも考えられる。ただ、上司・水野忠邦への裏切り行為や同僚・矢部定謙への讒言行為などは、彼の評価を大きく下げている。政敵やそりが合わない者に対する敵意、憎悪はすさまじく、そのひとりである阿部正弘の訃報を聞いた折には「快甚し」と日記に記述している。
遠山景元は当時の江戸庶民の人気と同情を集め、遠山=善玉、鳥居=悪玉の図式ができ上がった。ここから、後に講談や小説、映画やテレビドラマで人気を博することになる『遠山の金さん』の素地、及び時代劇における悪役としての鳥居のイメージができ上がったといわれる。

## 詩文
儒学者の家に生まれた耀蔵は詩をよくものした。特に幽閉時代は無聊を慰めるため詩作に励んだが、自身の悶々とした思いが込められている。例えば次の詩は赦免されて23年振りに江戸（＝東京）へ帰ってきたときの述懐である。
「東京」
交市通商競イテ狂ウガ如ク

誰カ知ラン故虜ニ深望アルヲ

後ノ五十年須ラク見ルヲ得ベケレバ

神州恐ラクハ是レ夷郷ト作ラン
（現代語訳）
人々の行き交いも商業も狂ったように競っている。
誰が知るだろう、過去の罪人（耀蔵）の考えを。
五十年後の未来を予想できるならば
日本はおそらく野蛮人の国となっているだろう。

## 系譜
出典は「鳥居正博『鳥居甲斐晩年日録』桜楓社」のp339-340より。
鳥居 支家系譜
- 一代・成次（元亀二年～寛永八年六月十八日、六十一歳）
甲斐 谷村城主、土佐守、三万八千石
- 二代・成信（慶長十年～寛永十四年七月十四日、三十三歳） 
淡路守、叙封
- 三代・忠直（元和七年～元禄十三年八月十六日、八十歳） 
成信弟 二千五百石
- 四代・成勝（承応元年～享保十年五月三日、七十四歳） 
二千五百石
- 五代・成昭（寛文五年～元文四年十二月八日、六十三歳） 
駿府 破損奉行
- 六代・忠雄（享和八年～明和三年三月十日、四十二歳） 
小姓組
- 七代・忠継（寛保三年～安永五年四月十日、三十四歳） 
駿府在番 破損奉行
- 八代・成純（明和四年～文政六年八月二十五日、五十四歳） 
忠義、一学。晩山、小姓組、二千五百石
- 九代・忠耀（寛政八年十一月二十四日～明治六年十月三日、七十八歳） 
林述斎七子次男 耀蔵、甲斐守、三千石、江戸南町奉行・勘定奉行 弘化二年改易、丸亀藩御預、明治元年赦免
- 十代・成文（文政四年五月二日～明治十九年七月二十七日、六十六歳） 
海軍奉行支配、清水市小島村隠居（五十三歳）妻・達子（諏訪忠恕三女）
- 十一代・成善（嘉永三年～明治二十五年六月七日、四十三歳） 
五等巡視。妻・延子（諏訪忠誠二女）
- 十二代・成功（明治十四年四月三十日～昭和十一年一月十八日、五十八歳） 
花園神社元社司
- 十三代・正博（大正五年二月二十日～没、不明） 
旺文社元副社長
- 十四代・成元（昭和十八年十一月二十四日～、不明）

## 幕府での職歴
- 文政6年3月29日（1823年5月9日）、小普請組本多大和守繁文支配衆より中奥番に異動。石高2500石。
- 天保5年6月8日（1834年7月14日）、中奥番より徒頭に異動。
- 天保7年8月4日（1836年9月14日）、徒頭より江戸城西丸（内大臣右近衛大将徳川家慶）附目付に異動。
- 天保9年4月12日（1838年5月5日）、西丸目付より目付に異動。勝手掛兼帯。
- 天保12年12月28日（1842年2月8日）、目付より江戸南町奉行に異動。在職中、従五位下甲斐守に叙任。
- 天保14年5月4日（1843年6月1日）、500石を加増。

6月11日（7月8日）、印旛沼古堀普請御用兼帯。
8月13日（7月10日）、勘定奉行・勝手方を兼帯。
8月15日（7月12日）、重ねて印旛沼古堀普請御用兼帯。
10月17日（12月8日）、勘定奉行兼帯を解く。
- 天保15年9月6日（1844年10月17日）、南町奉行を辞す。
- 弘化2年2月22日（1845年3月29日）、肥後人吉藩主相良長福のもとにお預け処分。

10月3日（11月2日）、讃岐丸亀藩主京極高朗のもとに永のお預け処分。

## 鳥居耀蔵を扱った作品

### 小説
- 中山義秀『天保の妖怪』
- 杉浦明平『小説渡辺崋山』（朝日新聞社）
- 杉浦明平『椿園記・妖怪譚』所収「妖怪譚」
- 松本清張『天保図録』
- 井川香四郎『梟与力吟味帳シリーズ』（講談社文庫 『オトコマエ!』原作）
- 荒山徹『魔岩伝説』（祥伝社）
- 佐伯泰英『夏目影二郎始末旅』（光文社）
- 鳥羽亮『介錯人・野晒唐十郎 鬼哭の剣』（祥伝社文庫）
- 藤沢周平『よろずや平四郎活人剣』（文春文庫）
- 山田風太郎『東京南町奉行』
- 山田風太郎『忍者黒白草紙』
- 山田風太郎『天保忍法帖』
- 風野真知雄『黒牛と妖怪』（新人物往来社、角川文庫）
- 荒俣宏『帝都幻談』（角川書店）
- 朝松健『大菩薩峠の要塞』（富士見書房）
- 山田正紀『天動説』（角川書店、戎光祥出版）
- 徳永真一郎『明治叛臣伝』所収「檻の中の妖怪」（毎日新聞社、光文社文庫）
- 風野真知雄『女だてら・麻布わけあり酒場シリーズ』（幻冬舎時代小説文庫）
- 田牧大和『三悪人』（講談社）

鳥居耀蔵を好意的に書いている小説として
- 澤田瞳子『名残の花』(新潮社、新潮文庫)
- 平岩弓枝『妖怪』 ISBN 4-16-716875-8
- 宮城賢秀『妖怪犯科帳』シリーズ
- 童門冬二『妖怪といわれた男 鳥居耀蔵』

### 映画
- 『駆込み女と駆出し男』  - 演：北村有起哉

### テレビドラマ
- 『必殺仕置屋稼業』 第21話「一筆啓上逆夢が見えた」 - 演：志村喬
- 『必殺からくり人』 第12話「鳩に豆鉄砲をどうぞ」 - 演：岸田森
- 『新 必殺からくり人』 第2話「東海道五十三次殺し旅 戸塚」 - 演：山口幸生
- 『必殺スペシャル・秋! 仕事人vsオール江戸警察』 - 演：米倉斉加年
- 『必殺スペシャル・新春 決定版!大奥、春日野局の秘密 主水、露天風呂で初仕事』（名前のみ登場）
- 『天下堂々』 - 演：岸田森
- 『江戸を斬る』第2部 - 演：金田龍之介
- 『江戸を斬る』第8部 - 演：名和宏
- 『影同心』 - 演：田村高廣
- 『痛快!河内山宗俊』 - 演：岸田森
- 『遠山の金さん』各シリーズ
- 『そば屋梅吉捕物帳』 - 演 : 南原宏治
- 『オトコマエ!』 - 演：片岡鶴太郎
- 『お江戸でござる』（名前のみ登場）
- 『天晴れ夜十郎』 - 演：石橋蓮司
- 『天皇の世紀』第1部(1971年) - 演：伊藤雄之助
- 『伝七捕物帳』
  - 中村梅之助版（日本テレビ版） 第21話（1974年）- 演：松本朝夫
  - 中村梅雀版 第1シリーズ 最終回（2016年） - 演：榎木孝明
- 『小吉の女房』 第6回・最終回 - 演：橋爪淳
- 『大江戸ロボコン』 - 演：前川泰之
- 『青空浪人 〜浪人市場より〜』 - 演：山本学

### 漫画
- 山田風太郎・長谷川哲也『アイゼンファウスト 天保忍者伝』（講談社ミチャオKC）
- みなもと太郎『風雲児たち』
- 小池一夫・神田たけ志『御用牙』

### テレビアニメ
- 『天保異聞 妖奇士』 - 演：若本規夫
- 『大江戸ロケット』 - 演：若本規夫

### TRPG
- 『天下繚乱RPG』 - 公式NPCおよびリプレイ『南町黒衣録』PC。